# Ippolito Sanfratello
Ippolito Sanfratello (ur. 3 listopada 1973 w Piacenzy) – włoski łyżwiarz szybki, złoty medalista olimpijski i wicemistrz świata.

## Kariera
Największy sukces w karierze Ippolito Sanfratello osiągnął w 2006 roku, kiedy wspólnie z Enrico Fabrisem, Stefano Donagrandim oraz Matteo Anesim zdobył złoty medal w biegu drużynowym podczas igrzysk olimpijskich w Turynie. Na tych samych igrzyskach był też dwunasty na dystansie 10 000 m, czternasty w biegu na 5000 m i osiemnasty na 1500 m. Na rozgrywanych rok wcześniej mistrzostwach świata na dystansach w Inzell razem Fabrisem i Anesim był drugi w biegu drużynowym. W 2006 roku był też siódmy podczas wielobojowych mistrzostw świata w Calgary oraz na mistrzostwach Europy w Hamar. Nigdy nie stawał na podium indywidualnych zawodów Pucharu Świata. Był też medalistą mistrzostw Włoch.